# Jorge Sarmiento
Jorge Sarmiento Koochoi (* 2. November 1900 in Lima; † 20. Februar 1957 ebenda) war ein peruanischer Fußballspieler. Er nahm an der ersten Fußball-Weltmeisterschaft 1930 in Uruguay teil. 

## Karriere
Jorge Sarmiento, der chinesischer Abstammung war, rückte im Alter von 16 Jahren in die erste Mannschaft von Sport José Gálvez aus seinem Geburtsdistrikt La Victoria in Lima auf und gewann auf Anhieb die peruanische Meisterschaft. 1918 wechselte er zu Sport Alianza, 1921 in Alianza Lima umbenannt. Mit diesem Klub holte er zwischen 1918 und 1933 sieben weitere  Meisterschaften.
Von 1935 und 1937 war er für Alianza als Trainer tätig, blieb in dieser Zeit aber gleichzeitig als Spieler für Deportivo Municipal aktiv.
Er nahm mit der peruanischen Nationalmannschaft an der Südamerikameisterschaft 1927 im eigenen Land teil, bei der Peru den dritten Platz belegte. Dort wurde er in den Spielen gegen Bolivien, in dem er ein Tor erzielte, sowie gegen Argentinien eingesetzt.
Bei der Weltmeisterschaft 1930 stand Sarmiento ebenfalls im Aufgebot Perus, kam dort in den beiden Vorrundenspielen gegen Rumänien und den späteren Weltmeister Uruguay jedoch nicht zum Einsatz.

## Nach der Karriere
Nach dem Ende seiner Karriere spielte er noch einige Jahre in der zweiten Liga und arbeitete auch als Trainer.
Am Morgen des 20. Februar 1957 verspürte er Schmerzen und suchte eine Notarztpraxis auf. Dort wurde ihm eine Penicilline-Injektion verabreicht. Durch eine allergische Reaktion wurde ein starker Schock ausgelöst, an dessen Folgen Sarmiento im Alter von 56 Jahren starb.

## Erfolge
- Peruanische Meisterschaft: 1916, 1918, 1919, 1927, 1928, 1931, 1932 und 1933